# Stattum
Stattum was een nederzetting op het waddeneiland Terschelling, provincie Friesland (Nederland). Stattum lag ten noorden van de buurtschap Halfweg (Terschelling). In 1566 stonden er op Stattum negen huizen. In de 18e eeuw waren dit er nog zeven. In die periode is het gehucht echter het slachtoffer geworden van overstuivend duinzand, als gevolg van overbeweiding. Stattum ligt nog steeds bedolven onder een duin van meer dan 20 meter hoog. 
De percelen aan de noordzijde van de hoofdweg door Halfweg dragen nog de naam Stattumer-tuinen. Ze zijn nu ingericht als recreatieterrein.